# Clase Oceanic
La Clase Oceanic (en Inglés: Oceanic class) fue una clase de transatlánticos de más de 3,700 toneladas construidos por Harland & Wolff de Belfast para la naviera británica White Star Line, fueron construidos a mediados del siglo XIX entre 1870 y 1872, fue la primera generación de transatlánticos construidos para White Star en su servicio del Atlántico Norte.
El sexteto estaba conformado por dos clases de barcos, siendo cuatro inicialmente entre 1870 y 1871 y seguido por dos más entre 1871 y 1872, los primeros cuatro fueron el SS Oceanic y SS Atlantic (1870), SS Baltic y SS Republic (1871), los dos siguientes construidos aparté fueron el SS Adriatic (1871) y el SS Celtic (1872).

## Antecedentes
La White Star Line fue fundada en 1845 por los emprendedores navales John Pilkington y Henry Threlfall Wilson para el lucrativo transporte de migrantes a Australia y estaba enfocada en el transporte con veleros y clípers, está sería liquidada en 1867 debido a una alta deuda que fueron acumulando, "Thomas Henry Ismay" adquirió el nombre, bandera y bienes de la empresa por 1,000£ en 1868.
Ismay tenía planeado establecer un servicio transatlántico en el Atlántico Norte, en 1869 contactaría con Gustav Schwabe, tío de Gustav Wolff, Schwabe propuso a Ismay ayudarlo financieramente en la construcción de una flota de sus barcos con la condición de construirlos en el astillero de su nieto. Ismay aceptó con la condición qué Harland & Wolff no construyera otros barcos para sus competidores, ese mismo año fundaría la Oceanic Steam Navigation Company (OSNCo), conocida comercialmente cómo la White Star Line. Inmediatamente se comenzaría la construcción de cuatro barcos inicialmente, pero posteriormente se decidió aumentar la flota a seis, para competir de mejor manera con las navieras establecidas cómo Cunard, Inman, Guion y National Line.

## Características
Los nuevos barcos estarían construidos para mejorar las satisfacciones en un viaje, a diferencia de los otros barcos de la época, los camarotes de clase cabina (antecesora de la primera clase) estarían localizados en el centro del barco, para evitar las molestas vibraciones y ruido de los motores, así como para evitar la incomodidad durante una tormenta, donde los barcos se agitaban, los antiguos barcos tenían en su mayoría los camarotes debajo de la cubierta de popa, también innovo en cuanto relación longitudinal de manga, aumentando a 10/1, en vez del común 8/1.
Cada barco de la clase tenían una capacidad total de 166 tripulantes, 166 pasajeros de clase cabina y 1,000 en clase entrepuente (clase económica), los camarotes de clase cabina estaban lujosamente amueblados, un timbre eléctrico para llamar a las azafatas a cuarto, agua corriente con regadera y ojos de buey amplios para la entrada de luz. El comedor principal del barco proporcionaba asientos individuales, en vez de los antiguos bancos usados. La tercera clase, aunque con un confort menor de la primera clase, era de mayor calidad qué el de otros barcos contemporáneos.
Las antiguas y pesadas amuradas en cubierta usadas en los barcos antiguos, serían reemplazadas por barandillas, contaba con una cubierta adicional, está cubierta sostenía a una cubierta de más (cubierta de botes o pasillo de tripulación) y varios camarotes adicionales, cada barco contaría con tres cubiertas y separada en siete compartimientos estancos con mamparos. El sistema de propulsión de los barcos eran una máquina de vapor alternativa compuesta de tres cilindros, impulsando una hélice a 14 nudos (26 km/h - 16 mph), contaban con doce calderas totales y impulsados por motores producidos por Maudslay, Sons & Field y George Forrester and Company, además de su sistema de propulsión a vapor, contaba con tres mástiles de tipo barca con velas auxiliares, algo común en la época.

## SS Oceanic

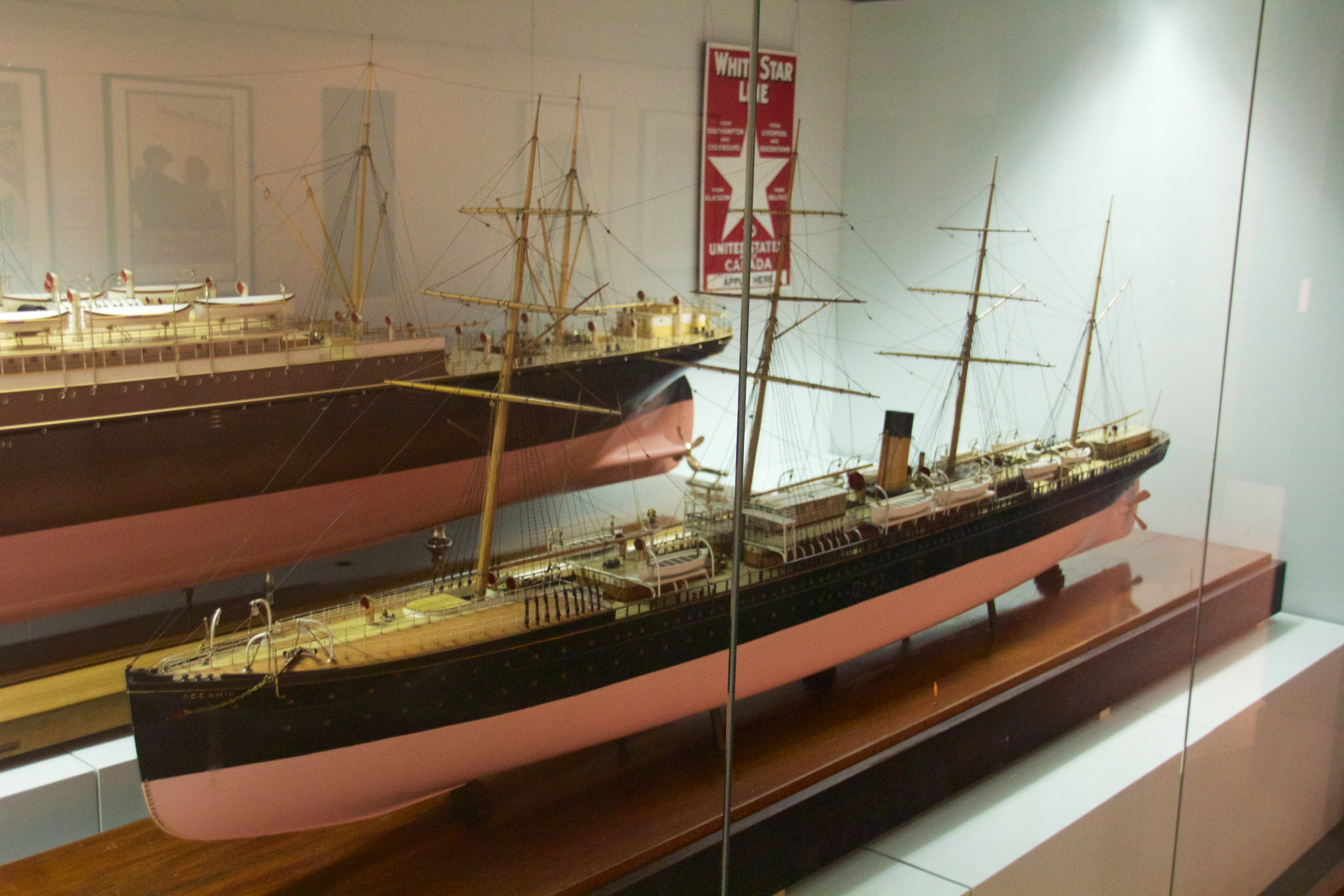
Modelo a escala del Oceanic en el Museo Marítimo de Merseyside, los siguientes tres barcos fueron construidos con el mismo diseño.

El Oceanic fue botado en agosto de 1870 con coste total de 120,000£ (12,220,000£ a precio 2021), fue el primero de la naviera en usar las letras "ic" al final de su nombre, haría su primer viaje inaugural en marzo de 1871 aunque sufriendo una avería en su motor por lo que tuvo qué devolverse, únicamente transportó a 64 pasajeros en total, en comparación con los 300 del SS Calabria de Cunard. En 1872 se le añadió una castillo de proa qué actuó cómo rompeolas, su servicio en White Star duró hasta 1875, con la introducción del Germanic, por lo que se volvió en excedente de la flota transatlántica y fue fletada por la Occidental and Oriental Steamship Company (O&O) para servir en el Pacífico, sirviendo en la ruta San Francisco-Yokohama-Hong Kong sin incidentes hasta 1888, cuando golpeó y hundió al City of Chester en el actual lugar del Golden Gate. Fue devuelto a White Star Line en 1895 y se intentó modernizar su sistema de motores, aunque su antigüedad lo hicieron nada rentable y fue desguazado en 1896.

## SS Atlantic

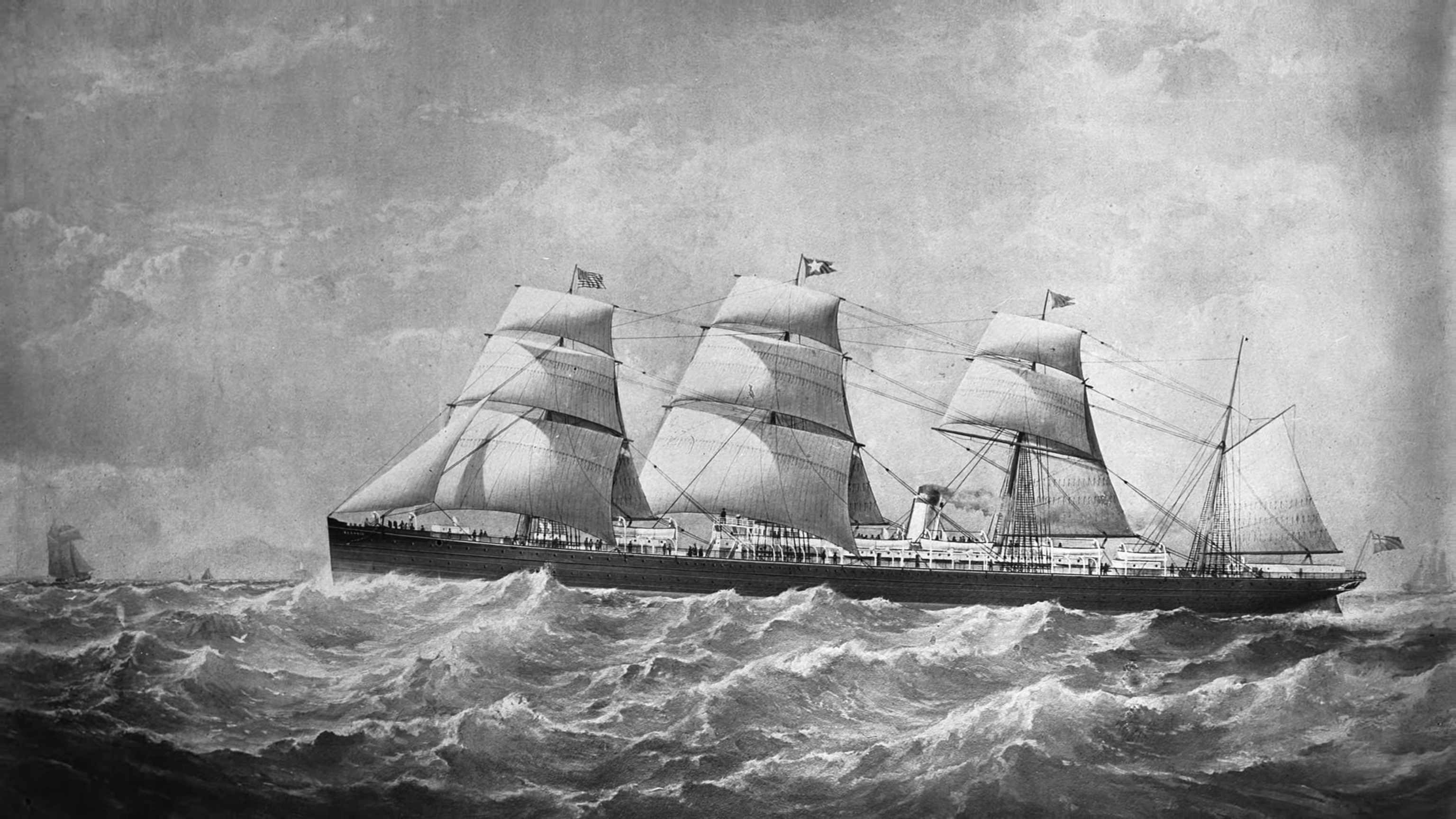
Atlantic

El Atlantic tenía similitudes con su gemelo mayor Oceanic con excepción de su motorización, fue botado en noviembre de 1870 y haría su viaje inaugural en marzo de 1871, sirvió con éxito durante un total de 18 viajes, iniciando su decimonoveno viaje en marzo de 1873, en su viaje a Nueva York se enfrentó una tormenta fuerte, ante la posibilidad de quedarse sin carbón en alta mar, el capitán decidió girar rumbo a Halifax, en Nueva Escocia para recargar por más carbón, pocos de los tripulantes del barco sabían la aproximación del puerto y su distancia de la costa, caminó al puerto chocaría con una roca submarina el cual lo hundiría rápidamente, 585 de los 952 pasajeros murieron, fue el mayor desastre marítimo de White Star desde el RMS Tayleur en 1854, hasta el hundimiento del RMS Titanic en 1912.

## SS Baltic

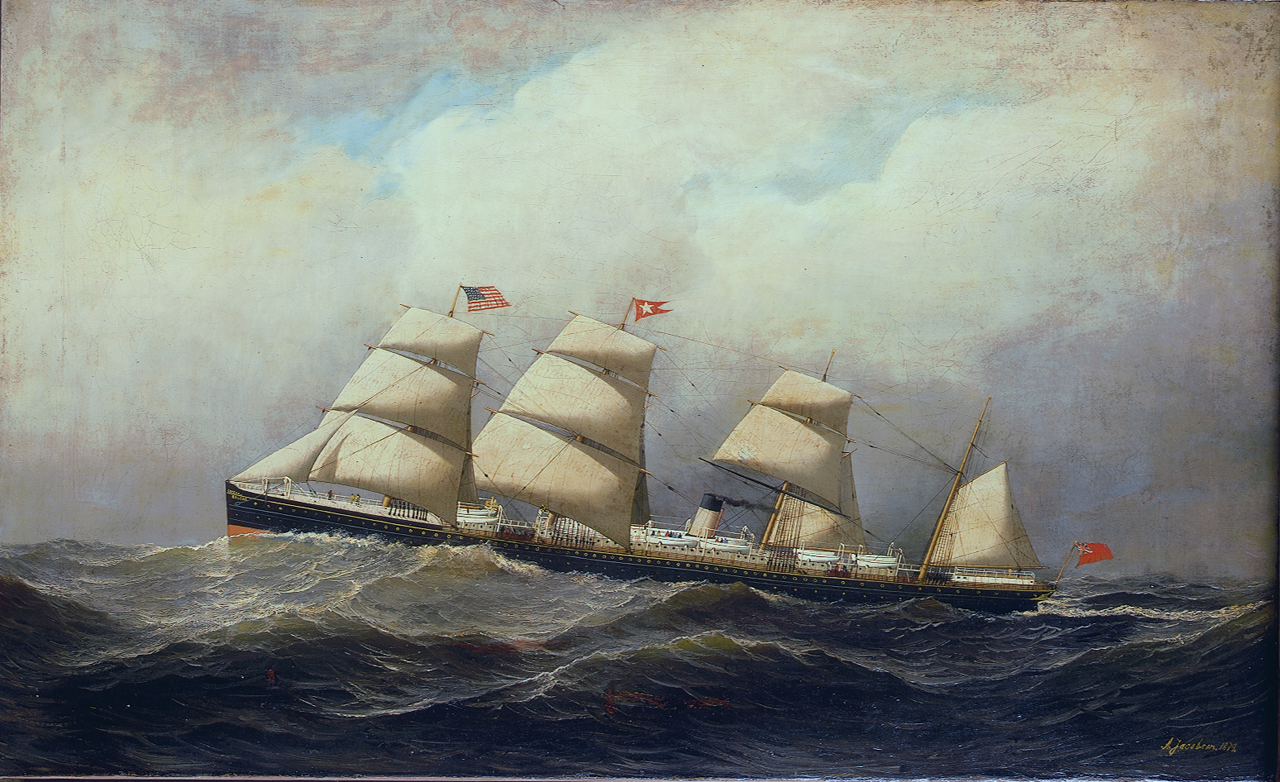
Baltic

El Baltic originalmente se iba a llamar Pacific, pero debido a la desaparición de un barco anterior con este mismo nombre en 1856, en su construcción se le cambió a Baltic, este era una versión mejorada del Oceanic, con sus motorización mejorada en diseño y potencia, así como en distribución de camarotes, siendo botada en marzo de 1871 y haría su viaje inaugural en septiembre de ese mismo año en la ruta Queenstown-Nueva York, en enero de 1873, en un viaje dirección oeste ganaría la preciada Banda Azul al completar el viaje en 7 días, 20 horas y 9 minutos desde Nueva York hasta Queenstown. Sirvió durante 17 años de servicio seguidos en el servicio transatlántico para White Star, exceptuando entre 1883 y 1885, siendo fletada por Inman Line. En 1888 sería vendida a Holland America Line y rebautizada Veendam, en 1890 se reacondicionaron y modernizaron sus motores, en febrero de 1898 terminaría hundiéndose tras golpear un naufragio poco profundo, no hubo víctimas mortales.

## SS Republic

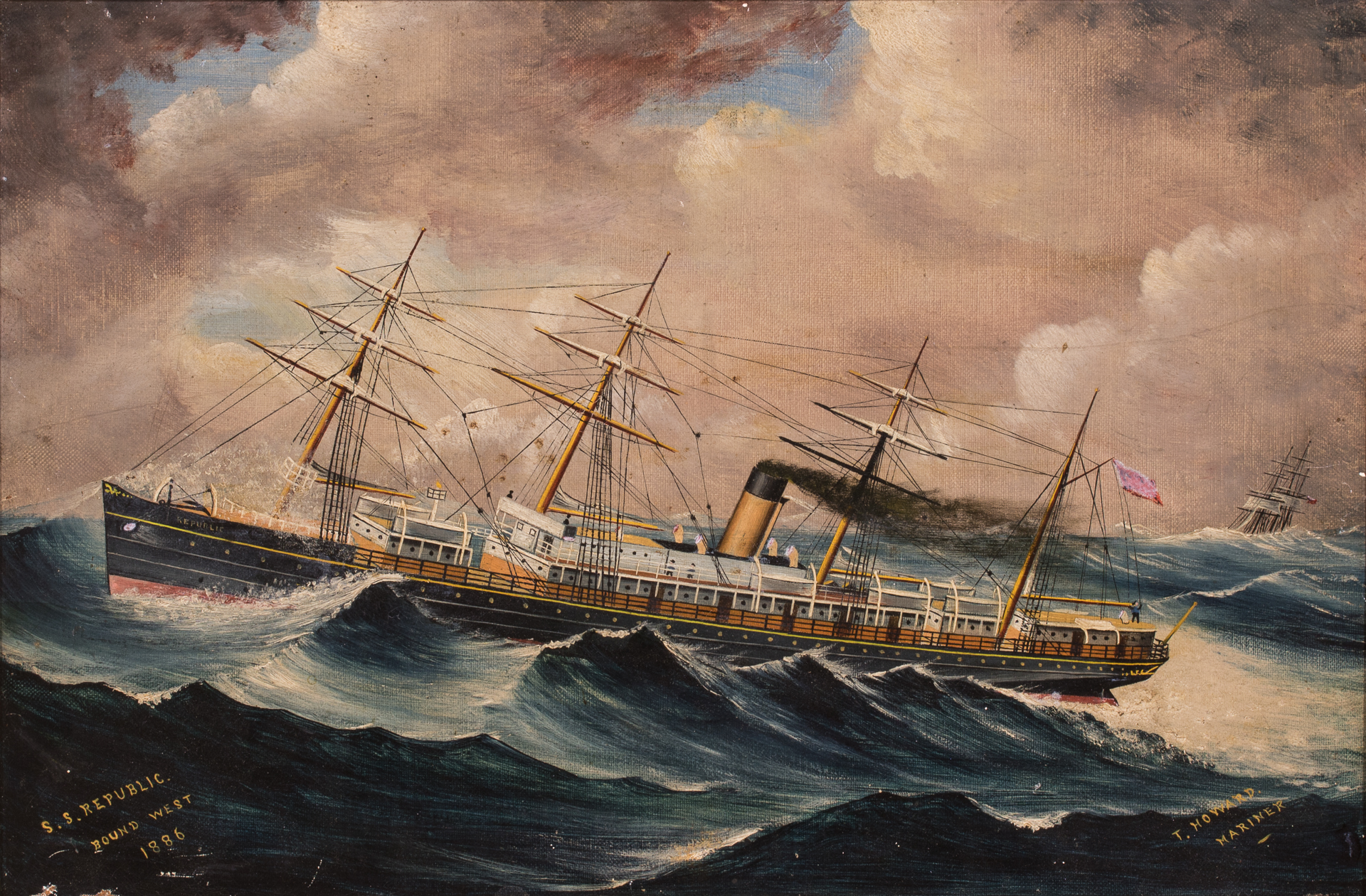
Republic

El Republic fue botado el 4 de julio de 1871, aniversario del día de la Independencia de los Estados Unidos, proveniendo de ahí su nombre, fue el cuarto y último barco del primer grupo de barcos de la clase, su viaje inaugural en febrero de 1872 en la ruta Liverpool-Nueva York estuvo involucrado en un mar muy agitado, causando extensos pero menores daños en el barco, en octubre de ese mismo año, fue asignado a una ruta experimental hacía Sudamérica pero resultó inviable y se le volvió a asignar la ruta del Atlántico Norte, la llegada del Germanic y el Britannic, hizo del Republic no tan necesario y sería conservado como barco de reserva en caso de que uno de los barcos principales estuviera en reparación o mantenimiento. En 1889 sería vendido a Holland America Line y rebautizada Maasdam, en 1902 sería vendido a la naviera italiana La Veloce y rebautizada Vittoria y seguido cómo Città di Napoli, en 1908 sirvió cómo alojamiento para los damnificados del terremoto de Mesina en 1908, sería desguazada en 1910 tras 38 años de servicio.

## SS Adriatic

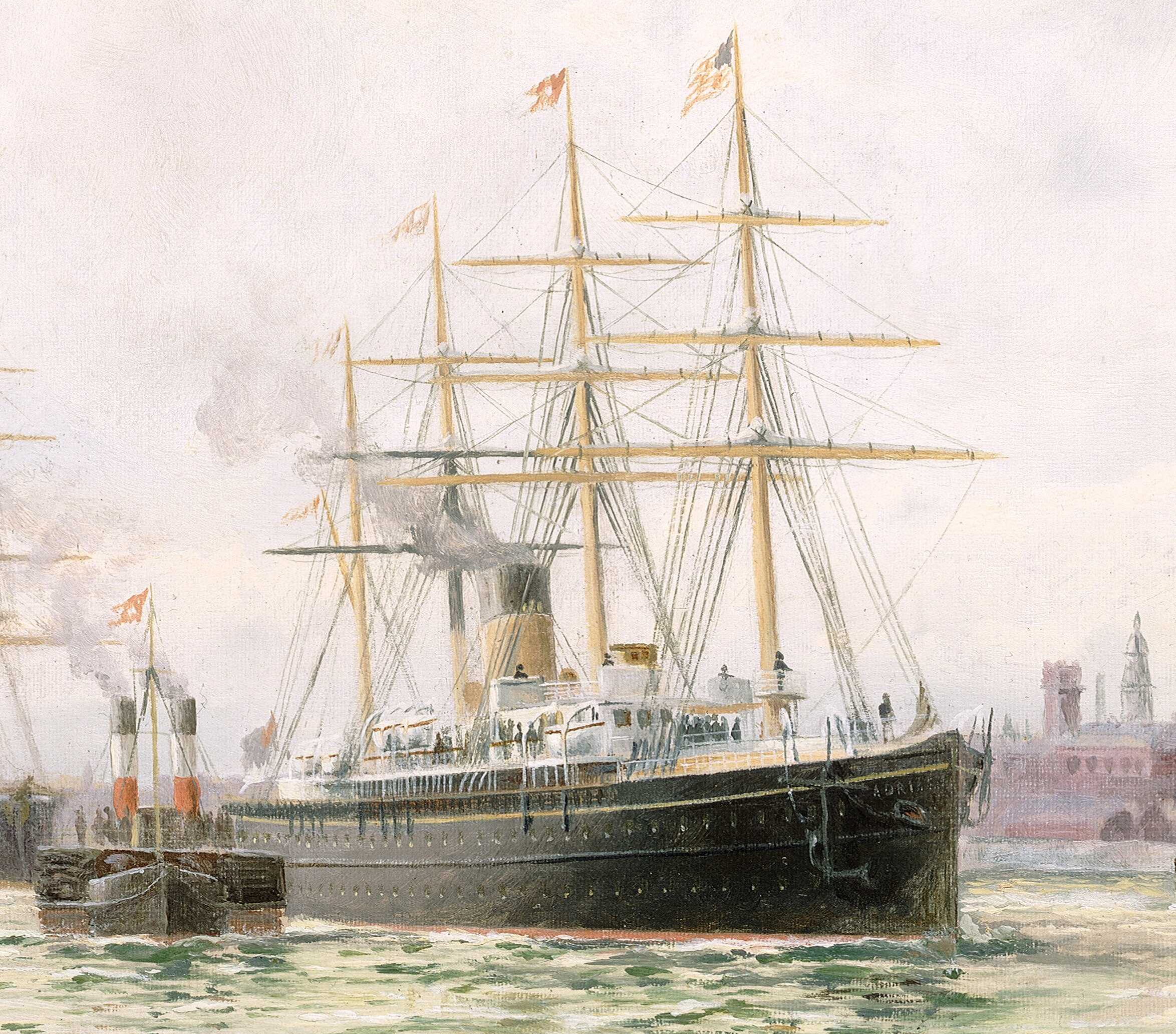
SS Adriatic

El Adriatic fue botado en octubre de 1871, fue el primero del segundo grupo de barcos de la misma clase, este era un poco más largo y con una motorización más potente, haría su viaje inaugural en abril de 1872 hacia Nueva York con relativa tranquilidad, este fue el primer barco en experimentar con la lámparas de gas en vez de las típicas lámparas de aceite convencionales qué usaban los barcos, resultaron ineficaces y con fugas y fueron reemplazadas por las típicas de aceite. En octubre de 1874 sufriría una colisión con el Parthia de Cunard al salir de Nueva York y dejando daños parciales, posteriormente en 1875 y 78 sufriría otras colisiones más con otros barcos más pequeños, que los terminó hundiendo y cobrando víctimas, en 1884 fue reacondicionado para transportar pasajeros de segunda clase, fue dada de baja en 1897 y desguazada en 1899.

## SS Celtic

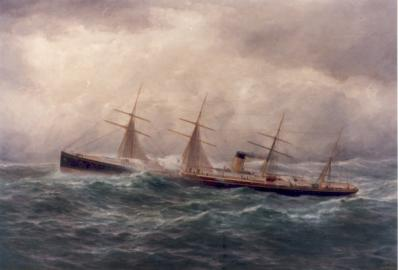
Celtic

El Celtic sería el último barco construido para la clase y el último del segundo grupo, originalmente sería llamado Artic pero debido a qué otro barco se había hundido con el mismo nombre en 1854 tuvo que renombrarse, fue botado en junio de 1871 y era similar al Adriatic, con diferencia en su motorización, haría su viaje inaugural en octubre de 1871 y tendría cierto éxito en la ruta transatlántica hasta mayo de 1887, cuando sufriría una casi fatal colisión con el Britannic durante una densa neblina a más de 560 km de Sandy Hook, Nueva Jersey, ambos se estrellaron rectamente y dejando unas largas brechas en el casco al Britannic y  gravemente dañada la proa del Celtic, sería reparada y entraría en servicio nuevamente en 1891. En 1893 sería comprada a la naviera danesa "Thingvalla Line" y rebautizada Amerika, operando en la ruta Copenhague-Nueva York, debido a su tamaño no fue exitoso en el mercado de transporte de migrantes y en 1898 sería vendida al desguace.